# Milan Nedić
Milan Nedić (en serbi: Милан Недић) (2 de setembre de 1877-4 de febrer de 1946) va ser un polític i militar serbi, cap de l'Estat Major de l'exèrcit iugoslau, Ministre de Guerra del Govern del Regne de Iugoslàvia i Primer Ministre del Govern de Salvació Nacional establert pels nazis a Sèrbia durant la Segona Guerra Mundial. Després de la guerra, va ser empresonat per les autoritats de la Iugoslàvia comunista, període durant el qual es va suïcidar.